# Leonor Rodríguez
Leonor del Pilar Rodríguez Manso (Las Palmas de Gran Canaria, 21 ottobre 1991) è una cestista spagnola.

## Carriera
Con la Spagna ha disputato due edizioni dei Giochi olimpici (Rio de Janeiro 2016, Tokyo 2020), i Campionati mondiali del 2014 e due edizioni dei Campionati europei (2017, 2021).